# Kanas
Kanas je horské ledovcové jezero, které se nachází v okrese Burqin Ujgurské autonomní oblasti Sin-ťiang v Číně. Leží v ledovcovém údolí na okraji pohoří Altaj, nedaleko místa, kde se stýkají státní hranice Číny, Ruska, Kazachstánu a Mongolska.
Vodní hladina se nachází v nadmořské výšce 1340 m n. m. Maximální naměřená hloubka jezera činí 188,5 m.
Oblast kolem jezera o celkové rozloze 5 588 km² je chráněna jako přírodní rezervace. Důvodem ochrany je neporušená tajga se svou typickou flórou a faunou, jediný úsek tohoto biomu na území Číny.
Břehy jezera obývá etnická menšina Tuvinců, kteří se živí především pastevectvím.